# Elgersburg

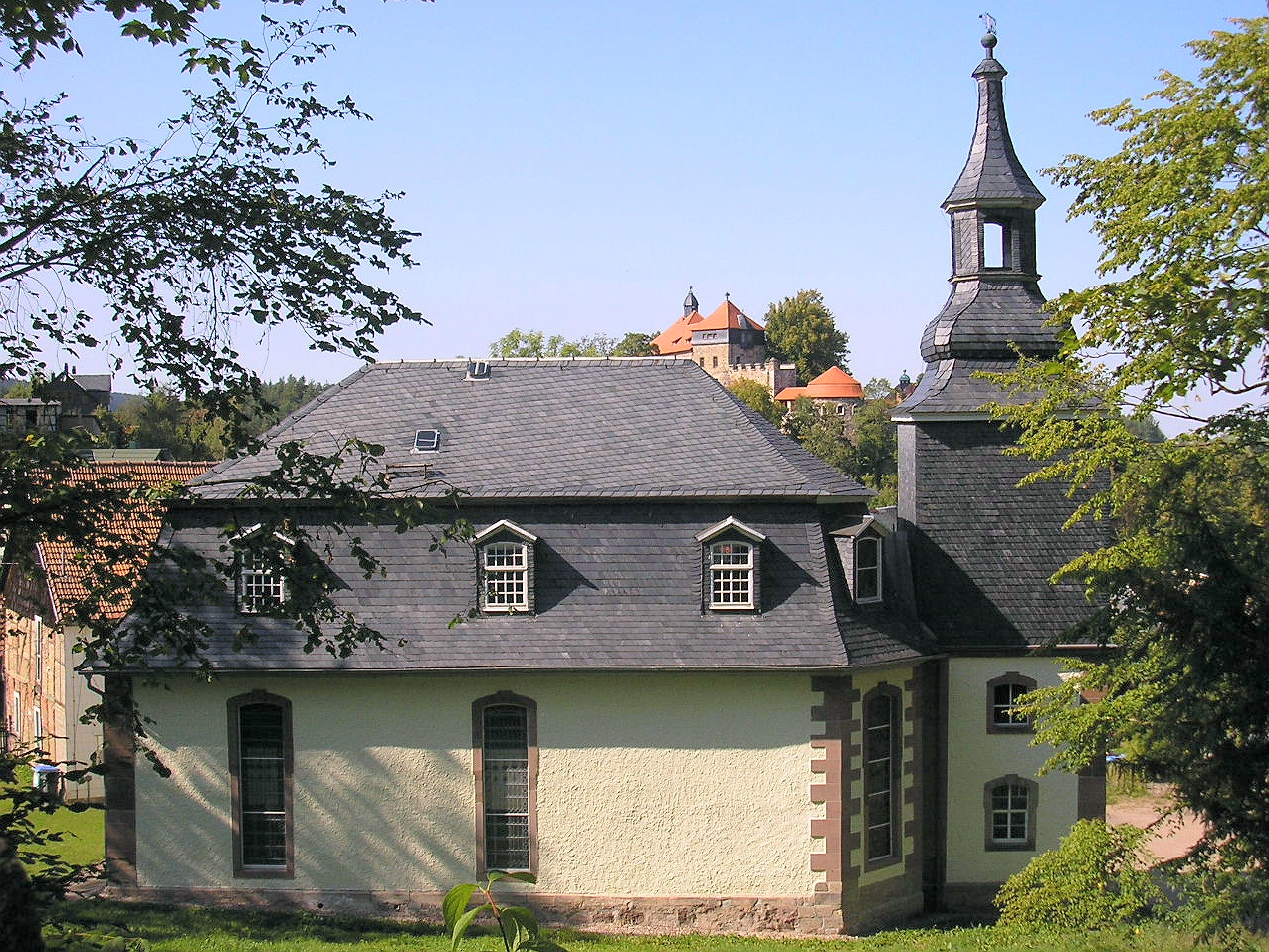
Dorfkirche (Südseite)

Elgersburg ist eine politisch selbstständige Gemeinde im Ilm-Kreis in Thüringen in Deutschland und gehört der Verwaltungsgemeinschaft Geratal/Plaue an.

## Geografie

### Lage und Landschaft
Elgersburg liegt am Nordrand des Thüringer Waldes in etwa 500 Metern Höhe und gleichzeitig am Nordrand des Landschaftsschutzgebietes und des Naturparks Thüringer Wald. Der Ort befindet sich im Norden der Gemarkungsfläche, zu der auch noch weite Waldgebiete im Süden bis zu den Zwei Wiesen gehören. Die markantesten Berge in der Ortsflur sind die 765 Meter hohe Hohe Warte mit dem Carl-Eduard-Turm und der 799 Meter hohe Rumpelsberg, der höchste Punkt der Gemeinde. Weitere in der Nähe gelegene Berge im Thüringer Wald sind der 769 Meter hohe Heidelberg, der 754 Meter hohe Brunschildskopf, der 771 Meter hohe Himmelreichskopf und der 784 Meter hohe Leimbühl.
Von Elgersburg zur Schmücke am Rennsteig führt die historische Salzmannstraße, an der auch der Mönchhof, eine beliebte Ausflugsgaststätte, liegt. Weitere Wanderziele im Gemarkungsgebiet sind das Schöffenhaus, der Emmafelsen, der Wolfsstein und die Marienquelle sowie die Sophienquelle. Im Körnbachtal oberhalb Elgersburgs liegen neben dem Piuttifels auch der Goethefelsen sowie Schloss- und Clementinenquelle.
Auf einem Porphyrfelsen im Ort befindet sich das Schloss Elgersburg. Nordöstlich im Vorland des Thüringer Waldes liegt der 549 Meter hohe Hirtenberg und nordwestlich zwischen Elgersburg und Geraberg die Mönchsheide.
Auf der Gemarkung liegen im Wesentlichen drei Täler: das Körnbachtal im Westen zwischen Hoher Warte und Geraberg, das Steigerthal in der Mitte, beginnend an der Sophienquelle, das sich auch durch das Dorf zieht und es Richtung Reichenbachtal nach Martinroda verlässt und das Reichenbachtal selbst im Osten von Elgersburg. Es führt nach Ilmenau-Roda talaufwärts bzw. Martinroda talabwärts.
Das Gemeindegebiet von Elgersburg ist zu großen Teilen bewaldet, wobei die Fichte die vorherrschende Baumart ist. Lediglich nördlich des Dorfes gibt es einige Wiesenflächen, die weidewirtschaftlich genutzt werden.

### Nachbargemeinden
Im Uhrzeigersinn, beginnend im Norden: Martinroda, Ilmenau, Suhl, Geratal

## Geschichte

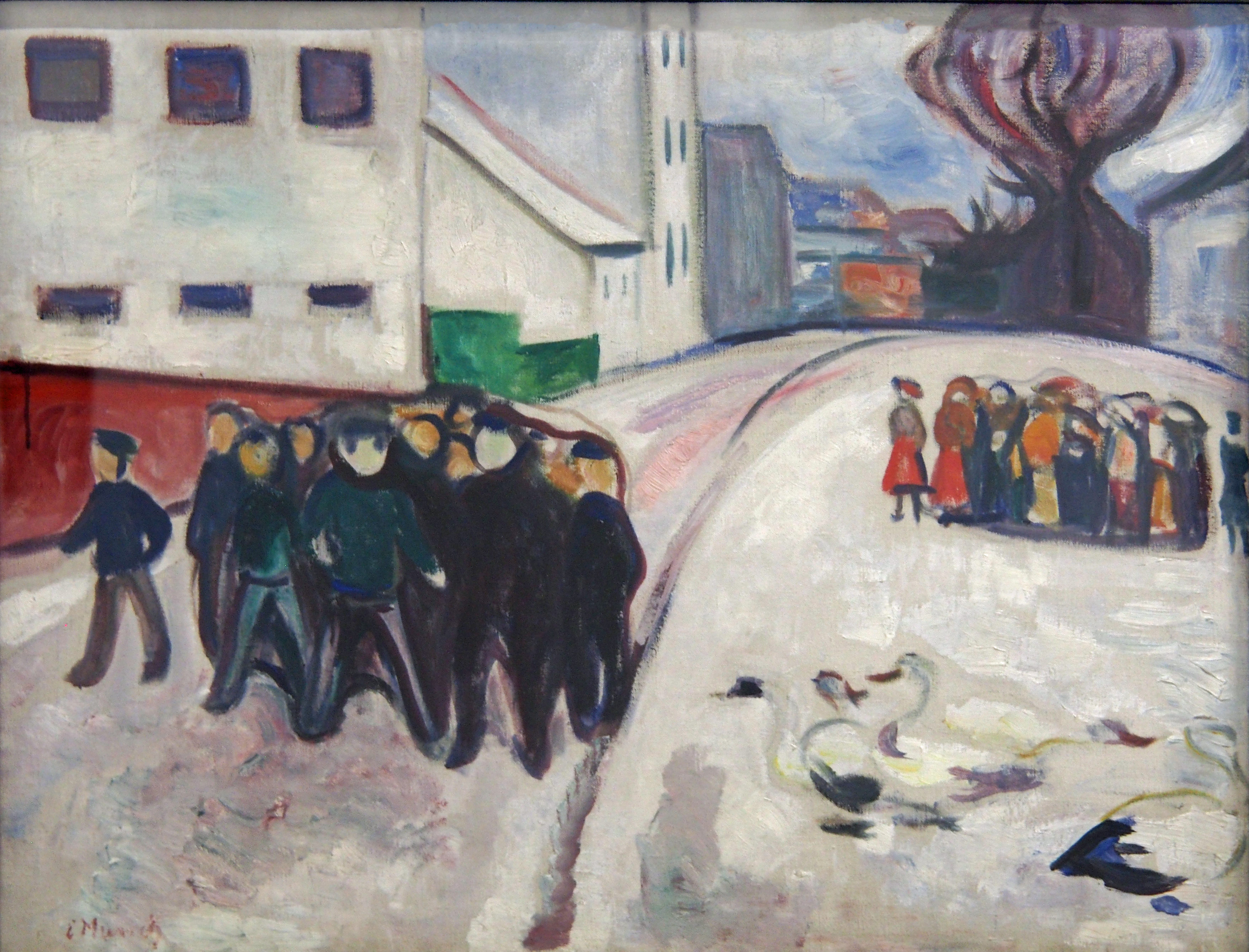
Dorfplatz von Elgersburg 1905/1906, von Edvard Munch

Der Ort wurde 1139 erstmals als Adelgeresburg erwähnt. Schloss und Ort gehörten anfänglich den Herren von Elgersburg, fielen dann an die Grafen von Kevernburg. 1288 wurden sie von den Grafen von Henneberg-Schleusingen erworben, ehe der Ort 1365 an die Landgrafen Friedrich, Balthasar und Wilhelm von Thüringen verpfändet wurde und unter die Landeshoheit der Wettiner gelangte. 1437 kauften die Herren von Witzleben Elgersburg, denen es nun bis 1802 gehörte. 1540 traten die Grafen von Henneberg die letzten Ansprüche auf Elgersburg an das ernestinische Haus Sachsen ab. Ab 1640 gehörte es zu Sachsen-Gotha (ab 1672-Altenburg, ab 1826 Sachsen-Coburg und Gotha), das seit 1670 die volle Landeshoheit ausübte. 1802 kaufte die Herzogliche Kammer Gotha Schloss und Gut Elgersburg von den Herren von Witzleben.
Am 28. Mai 1837 eröffnete in Elgersburg die erste Kaltwasser-Heilanstalt Deutschlands. Diese nach dem prießnitzschem Kurprinzip geführte Anstalt wurde von dem Landwirt Jacob Gräser unter Mitwirkung des Kaufmannes Schmidt gegründet. Der erste ärztliche Leiter war Dr. phil. Adolph Martini, der bereits 1840 nach Bad Liebenstein in die dortige neu errichtete Kaltwasserheilanstalt berufen wurde. Sein Nachfolger als Badedirektor wurde der Sanitätsrat Dr. med. Hermann Piutti (1812–1865). Damit begann die Entwicklung zum Kurort, die dem Dorf 1837 den Namen Bad Elgersburg einbrachte. Der Ehefrau Piuttis, Maria Piutti (1818–1868), ist es zu verdanken, dass der Badeort die erste Kleinkinderbewahranstalt erhielt. Ihr zu Ehren wurde die Marienquelle benannt, die am Goethewanderweg Ilmenau–Stützerbach liegt.
Nach Aufhebung der Gerichte zu Elgersburg wurden Elgersburg und die dazugehörigen Orte Manebach, Geraberg, Neuroda und Traßdorf dem 1830 gegründeten Justizamt Liebenstein eingegliedert, das mit der 1858 im Herzogtum Sachsen-Coburg und Gotha durchgeführten Verwaltungsreform im Landratsamt Ohrdruf aufging. Ernst II. liebte es, zur Jagd oder zur Erholung nach Elgersburg zu kommen. Ernst II. ist es auch zu verdanken, dass Elgersburg 1879 einen Bahnanschluss bekam. Ursprünglich sollte die Bahnstrecke ca. 2 km östlich an Elgersburg vorbei führen, doch der Herzog bestand darauf, dass der Ort an die Strecke angeschlossen werde. So wurde der Streckenverlauf nochmals umgeplant und ein Bahnhof für Elgersburg garantiert. Als man den Bahnhof erbaute, musste ein Fischteich im Bereich der heutigen Bahnsteige verfüllt werden. Viele der beteiligten Arbeiter starben damals an einer Seuche, die man auf den Teich zurückführte. In den Jahren 1905 und 1906 hielt sich der expressionistische Maler Edvard Munch in Elgersburg auf. Von 1922 an gehörte der Ort zum Landkreis Arnstadt.
Das 1925 eröffnete Kinderheim der Roten Hilfe wurde im Jahr 1933 von den nationalsozialistischen Behörden enteignet, woran eine Gedenktafel auf dem Gelände erinnert, das heute als Hotel und Bildungsstätte der Partei Die Linke genutzt wird. (Siehe auch Kinderheim der Roten Hilfe).
Der Landkreis wurde 1952 geteilt, und Elgersburg gehörte fortan zum Kreis Ilmenau. 1994 wurden die Kreise Ilmenau und Arnstadt unter dem Namen Ilm-Kreis wieder vereint.

### Kirche

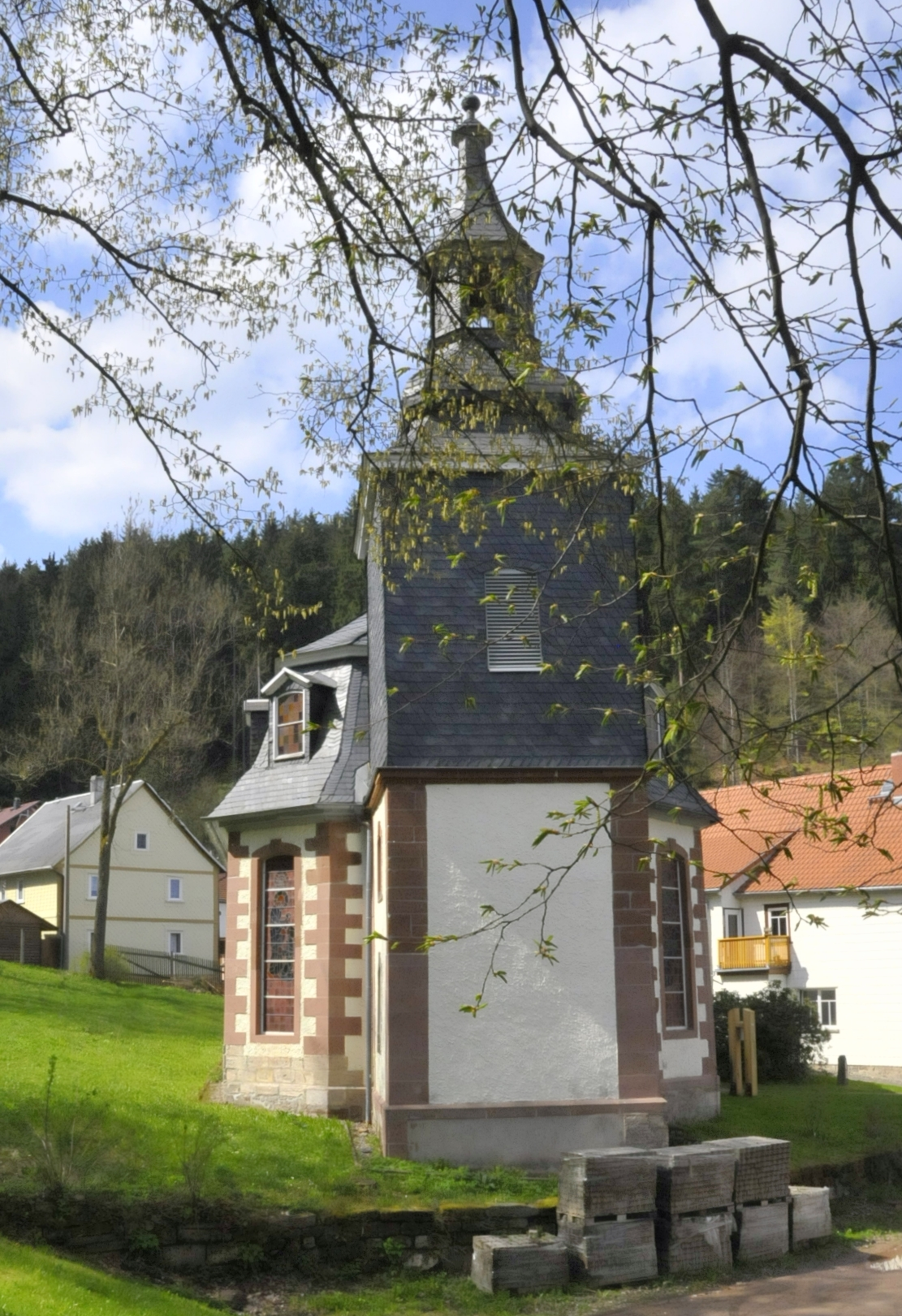
Dorfkirche St. Nikolaus aus Nordosten

### Die Elgersburg

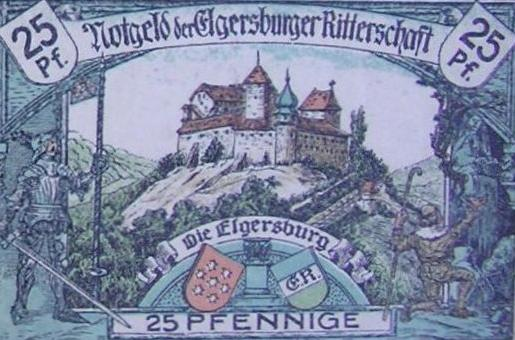
Schloss Elgersburg auf einem Notgeldschein

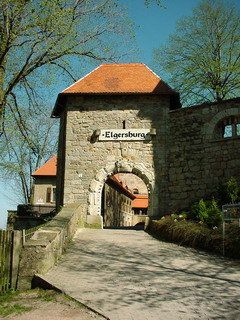
Eingangstor des Schlosses Elgersburg

#### Stetige Eigentümerwechsel
Elgersburg ist vor allem durch seine gleichnamige, aus dem Jahr 1088 stammende Burg bekannt. Sie wurde auf den Mauern einer Burg der Grafen von Kevernburg und der Herren von Witzleben errichtet, die zum Schutz der Salzmannstraße diente. Erbaut wurde sie als Schutz- und Trutzburg auf einem über dem Ort gelegenen Porphyrfelsen von Gerhard Edler von Grumbach, auch Edler Gerhard oder Elger genannt, worauf sich auch die Namensgebung des Ortes bezieht. Im Jahr 1156 wurde ein Markward von Elgersburg als Besitzer genannt. Mehr als 100 Jahre später, 1288 geriet sie für 400 Mark Silber an die Grafschaft Henneberg, wo sie bis 1297 verblieb. Weitere Besitzer folgten: 1297 bis 1316 Witzleben, 1316 bis 1347 Henneberg, 1347 bis 1365 Gleichen und 1365 bis 1437 der Landgrafschaft Thüringen. Von 1437 bis 1802 war sie wieder im Besitz der Adelsfamilie Witzleben. 1802 wurde die Burg (gemeinsam mit den Dörfern Elgersburg, Neuroda, Geraberg, Manebach (westlicher Teil) und Traßdorf) für 126.000 Taler vom Herzogtum Sachsen-Gotha-Altenburg bzw. der Herzoglichen Regierung (Herzog Carl Eduard) erworben. Die Immobilie wurde aufgeteilt und einzelne Teile an verschiedene Besitzer verkauft. Der größte Teil gelangte an die 1837 gegründete Kaltwasser-Heilanstalt Elgersburg, die der Freiherr Arnold Woldemar von Frege-Weltzien aus Abtnaundorf bei Leipzig um das Jahr 1900 erwarb.

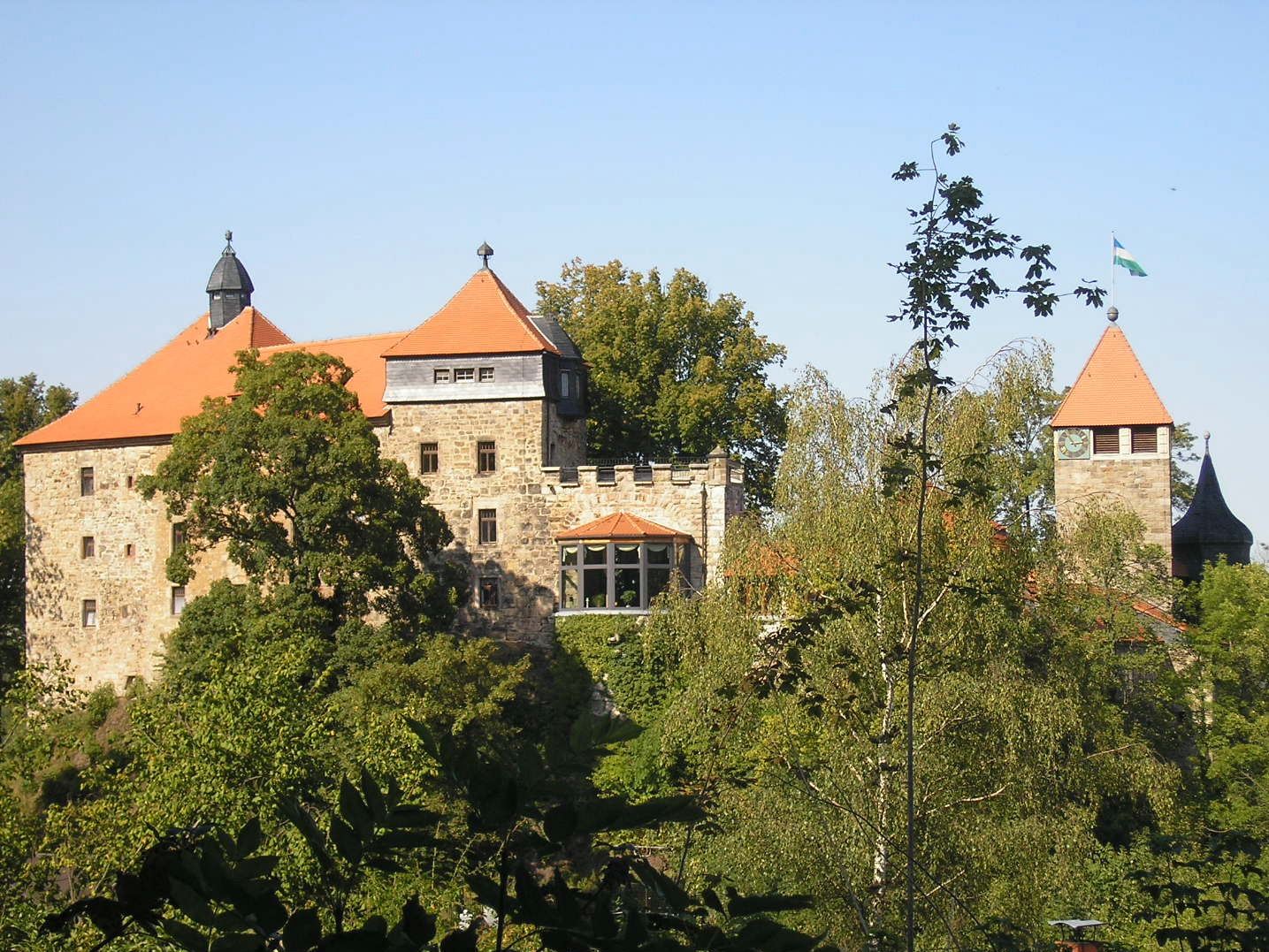
Schloss Elgersburg

#### Umbau zum Schloss
In den Jahren 1905 bis 1908 ließ Arnold Woldemar von Frege-Weltzien das Anwesen durch die Dresdener Architekten Schilling & Graebner zum Schloss ausbauen. Wegen fehlender Instandhaltungsarbeiten über die Jahrhunderte war das Bauwerk witterungsbedingt angegriffen, Zerstörungen gab es aber keine, da es nie erobert wurde. Zunächst mussten die Architekten den Wohnbereich wieder herstellen, Wände und Fußböden restaurieren. Dekorationen an den Einzelbauten, die der Bauherr wünschte, waren nicht mehr vorhanden und mussten stilistisch angepasst neu hergestellt werden. Um die alten stabilen Bauten miteinander zu verbinden, errichteten sie zuerst eine großzügige offene Halle. Die Oberburg und die Unterburg wurden dann in weiteren getrennten Schritten bearbeitet. Als Nächstes entstand ein überdeckter Verbindungsgang beider Teile in einem Treppenturm, der eine viertelkreisförmige Grundfläche bekam und die beiden vorherigen Treppen ergänzte. Die alten Treppen wurden nur leicht überarbeitet, um ihren historischen Charakter zu erhalten. Ein fast komplett zerfallenes Torhaus wurde neu modelliert und dekoriert: zur Hofseite hin wurde eine kleine Galerie aufgesetzt und das Rundtor breitflächig mit gequaderten Natursteinen umrahmt. Anstelle einer unbrauchbaren Bohlentür bekam der neu gestaltete Eingang ein schmiedeeisernes Tor. Reste der ursprünglichen Wehrmauer konnten auch erhalten werden. Der mittelalterlichen Charakter der Gesamtanlage blieb gewahrt.

#### 1945 bis 1990
Das Ensemble verblieb über die beiden Weltkriege im Privateigentum und wurde wahrscheinlich zum Wohnen benutzt, nach 1945 fiel es infolge der Enteignung an das Land Thüringen, von 1949 bis 1989 war die DDR Eigentümerin. Das Schloss diente lange Jahre dem Gewerkschaftsbund als begehrte Ferieneinrichtung.

#### Seit 1990
Die Deutsche Wiedervereinigung führte dazu, dass die Anlage nun Eigentum des Landes Thüringen wurde, die es der Gemeinde Elgersburg übertrug. Das Schloss wurde bis 1998 renoviert und für die Öffentlichkeit zugängig gemacht. Das Schloss wurde zum Hotel und Eventlocation. Außerdem sind Teile an Firmen und den Thüringer Heimatbund vermietet.

### Einwohnerentwicklung
| Jahr      | 1843 | 1939  | 1989  | 2005  | 2010  | 2015  | 2020  |
| --------- | ---- | ----- | ----- | ----- | ----- | ----- | ----- |
| Einwohner | 726  | 1.602 | 1.399 | 1.230 | 1.238 | 1.228 | 1.223 |

 Datenquelle: ab 1994 Thüringer Landesamt für Statistik – Werte vom 31. Dezember

## Politik

### Gemeinderat
Der Rat der Gemeinde Elgersburg besteht aus 12 Mitgliedern. Seit der Gemeinderatswahl am 24. Mai 2024 hat er folgende Zusammensetzung:
- Bürgerinitiative Elgersburg – offene Liste: 8 Sitze (Stimmenanteil 64,5 %)
- CDU – offene Liste: 4 Sitze (Stimmenanteil 35,5 %)

### Bürgermeister
Der ehrenamtliche Bürgermeister ist seit 2016 Mario Augner (parteilos, unterstützt von der Bürgerinitiative Elgersburg – offene Liste). Er wurde am 12. Juni 2022 für eine zweite Amtszeit gewählt. Zuvor war seit 1994 Ingolf Schwarze (zunächst Bürger für Elgersburg, später CDU) im Amt.

### Wappen
Das Wappen wurde am 25. März 1994 genehmigt.
Blasonierung: „In Grün unter einem silbernen Keil, darin ein blauer Sturzsparren, auf einem gewellten blauen Schildfuß, darin ein silbernes Wellenband, eine silberne Burg mit geschlossenem Tor.“
Die stilisierte silberne Burg soll als beredtes Wappen den Ortsnamen versinnbildlichen. Burgherren auf der Elgersburg waren über Jahrhunderte die Herren von Witzleben. Aus dem Wappen dieses Geschlechtes sind die Sturzsparren entlehnt, die statt der ursprünglichen Tingierung silber und rot mit den Elgersburger Ortsfarben belegt sind. Der blaue Schildfuß mit dem silbernen Wellenbalken verweist auf die Bedeutung Elgersburgs als Kur- und Erholungsort. In Elgersburg bestand eine der ersten Kaltwasserheilanstalten Deutschlands.

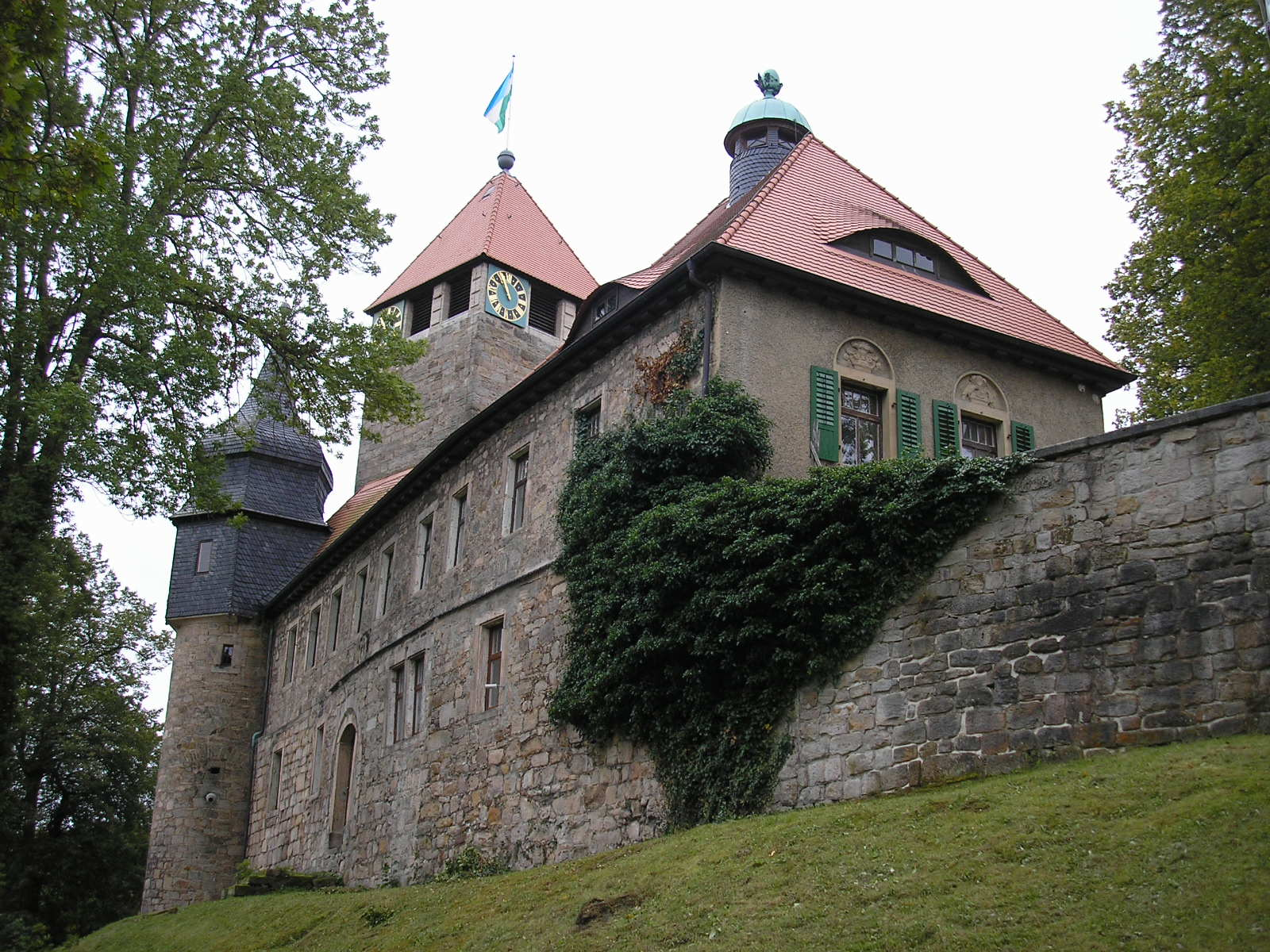
Nördlicher Teil der Burg

## Kultur und Sehenswürdigkeiten

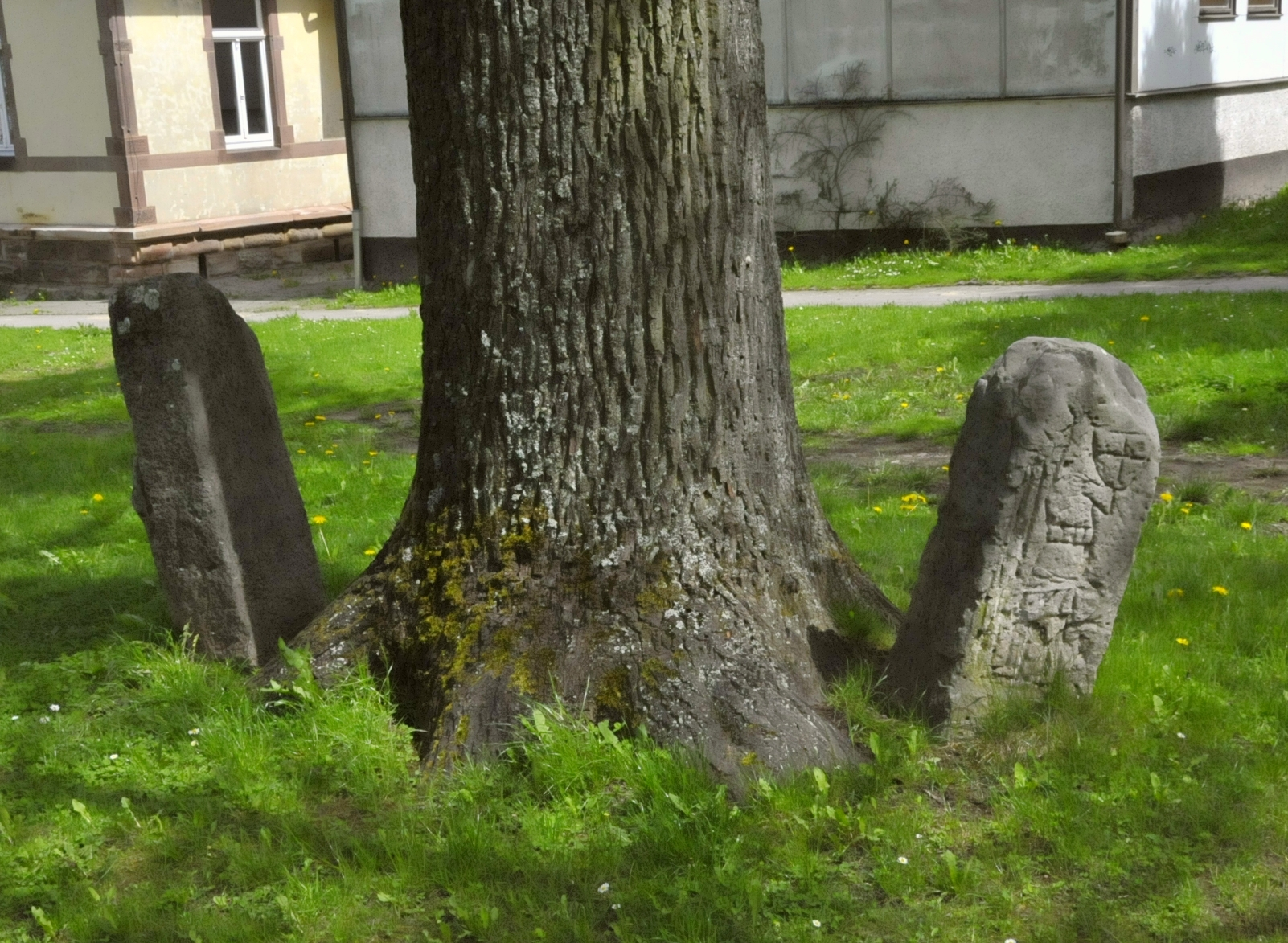
Mönchssteine auf dem Lindenplatz

- So wie andere Kurorte im Thüringer Wald wurde auch Elgersburg von Goethe besucht. 1831 trug er sich bei seinem letzten, von seinen Enkeln begleiteten Besuch ins Gästebuch der Alten Massemühle ein.[4]
- Fritz Reuter weilte 1868 und 1869 zu mehrwöchigen Kuraufenthalten im Ort und erwähnte die Wasserheilkunst in seiner Erzählung Ut mine Stromtid (Aus meiner Volontärszeit).[4]
- Schloss Elgersburg beherbergt ein Restaurant, den Heimatbund Thüringen, ein IT-Unternehmen, Projektwerkstätten und die Tourismus-Agentur  Geratal. Hochzeiten, Schlossführungen, wechselnde Galerien und Veranstaltungen im Rittersaal und auf der Bühne machen die Burg zu einem kulturellen Zentrum der Verwaltungsgemeinschaft.
- Die Massemühle ist ein Technisches Denkmal mit vollständig enthaltenem Maschinenpark zur Herstellung von Porzellanmasse und Laborporzellan. 2007 hat sich der Verein Arbeitsgemeinschaft Massemühle e. V. gegründet und sich zur Aufgabe gemacht, die Massemühle zu restaurieren.
- Aussichtsturm Hohe Warte
- Hotel „Am Wald“: Das Gebäude war früher u. a. ein Kinderheim der Roten Hilfe und ist heute ein Tagungshotel. (Siehe Hauptartikel → Hotel am Wald (Elgersburg))
- Auf dem Lindenplatz stehen zwei der vier wiederentdeckten Mönchssteine, ehemalige Grenzsteine.
- Hohe Warte, Schöffenhaus und Mönchhof sind Waldgaststätten und Ausflugsziele im Thüringer Wald

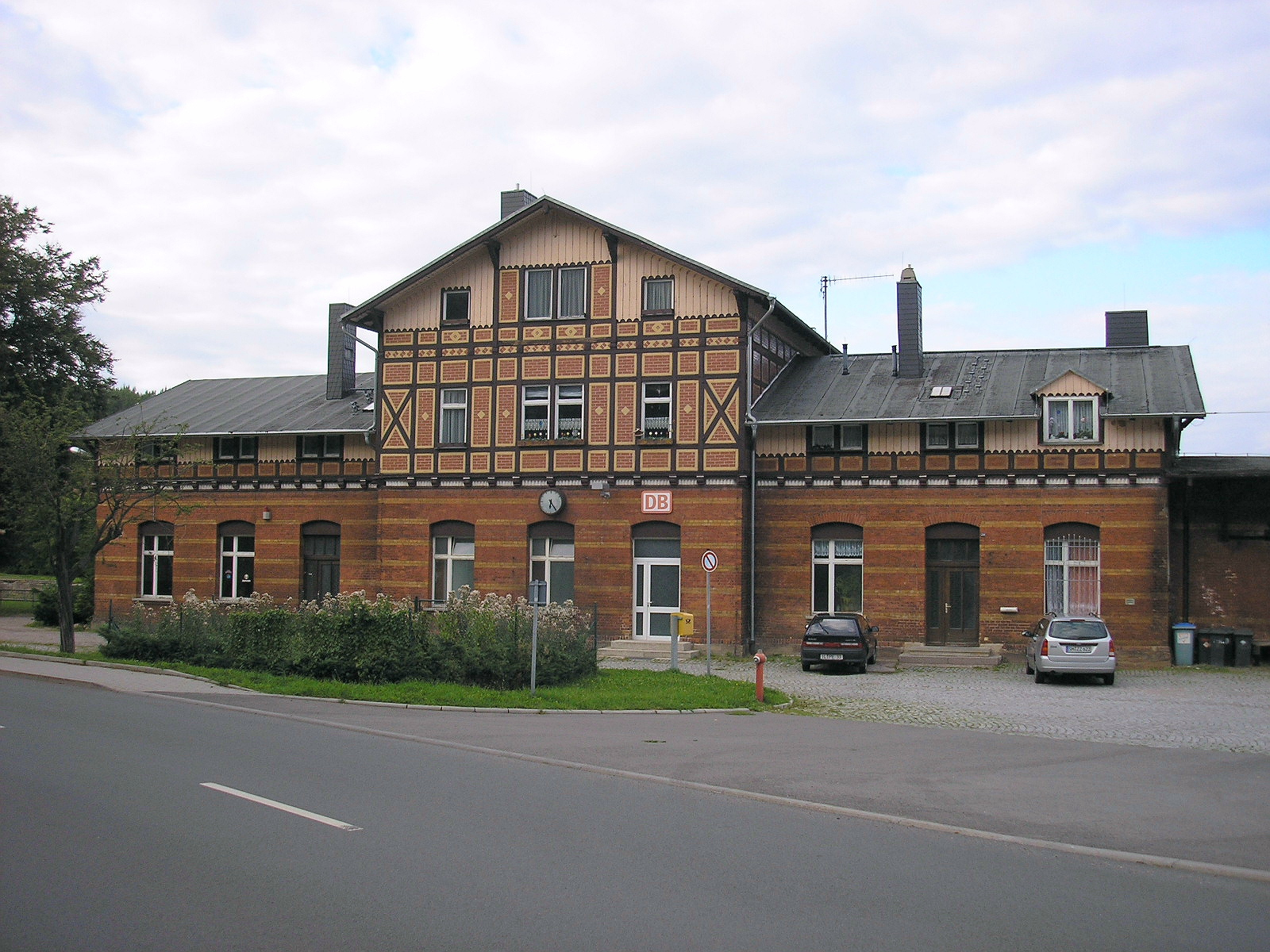
Bahnhofsgebäude von Elgersburg

## Wirtschaft und Verkehr
Elgersburg war lange Zeit ein Kurort, deshalb gab es verhältnismäßig wenig Industrie. Vor 1990 bestanden einige Betriebe, die Thermometer fertigten. Außerdem gab es noch Unternehmen, die Porzellan herstellten oder verarbeiteten. Bis zum Beginn des 20. Jh. gab es in Elgersburg auch Mangan-Bergbau. Heute gibt es im Norden und Westen des Ortes kleine Gewerbegebiete mit verschiedenen mittelständischen Unternehmen. Viele Elgersburger pendeln zur Arbeit ins 5 km entfernte Ilmenau.
Elgersburg liegt an der Bahnstrecke Erfurt–Ilmenau und an der ehemaligen B 88, die es mit Ilmenau und Gotha verbindet. Außerdem gibt es noch eine Straße nach Geraberg. Durch den Ort führen der Gera-Radweg und die Waldrandroute.

## Persönlichkeiten
- Christian Heinrich Rinck (* 18. Februar 1770 in Elgersburg; † 7. August 1846 in Darmstadt), deutscher Komponist des Biedermeier
- Ernst II. (* 21. Juni 1818 in Coburg; † 22. August 1893 in Reinhardsbrunn bei Gotha), Herzog von Sachsen-Coburg und Gotha, Elgersburg war sein „Lieblingsurlaubsort“, weshalb er dort sehr oft weilte
- Karl Piutti (* 30. April 1846 in Elgersburg; † 17. Juni 1902 in Leipzig), deutscher Komponist
- Edvard Munch (* 12. Dezember 1863 in Løten, Hedmark, Norwegen; † 23. Januar 1944 auf Ekely in Oslo), norwegischer Maler und Grafiker (Der Schrei), Kuraufenthalt in Elgersburg von November 1905 bis März 1906
- Walter Möller (* 2. Januar 1912 in Elgersburg; † 1. Oktober 1992 in Hamburg), Politiker und Widerstandskämpfer gegen das NS-Regime
- Werner Gimm (* 20. März 1917 in Elgersburg; † 17. Dezember 1977 in Zschadraß), deutscher Geotechniker
- Gertraud Heise (* 1944 in Elgersburg), deutsche Journalistin und Autorin
- Bernhard Wabnitz (* 14. März 1952 in Elgersburg), Journalist, von 1999 bis 2006 Erster Chefredakteur von ARD-aktuell
- Rainer König (* 3. Juni 1958 in Elgersburg), Verkehrswissenschaftler und Hochschullehrer
- Uwe Handrich (* 26. April 1959 in Elgersburg), deutscher Rennrodler, Europameister 1982
- Ralf Kowalsky (* 22. März 1962 in Elgersburg; † 14. November 1990 bei Chemnitz), Leichtathlet
- Inés Brock (* 30. September 1964 in Elgersburg), deutsche Politikerin (Bündnis 90/Die Grünen)
- Mario Röser (* 23. Dezember 1966 in Elgersburg), Fußballspieler
- Olaf Kießling (* 1967 in Elgersburg), Politiker (AfD), seit 2014 Abgeordneter im Thüringer Landtag